# بحر در کوزه
کتاب بحر در کوزه اثر عبدالحسین زرّین‌کوب، در مورد نقد و تفسیر قصه‌ها و تمثیلات مثنوی معنوی است.
نام این کتاب از این شعر مولوی گرفته شده است:
| گر بریزی بحر را در کوزه‌ای |  | چند گنجد قسمت یک روزه‌ای؟ |

## موضوع کتاب
این کتاب به بررسی موضوع «اخلاق» و «تصویر خدا» در اندیشهٔ مولانا اختصاص دارد. بر این اساس، نخست مبحثی تحت عنوان انسان و ساحات وجودی او مطرح گردیده و نگارنده کوشیده تا با روشن کردن معانی جسم و جان، نشان دهد «جسم» نیز هم‌چون «جان» دو مراتب است؛ و منظور مولانا از انسان، نه جسم، که همان جان انسانی است؛ جانی که ـ اگرچه غالباً به جسم بشر تعلق می‌گیرد ـ می‌تواند به جسم جماد (ستون حنانه و کوه طور) یا حیوان (سگ اصحاب کهف) هم تعلق پذیرد. سپس ویژگی‌های ابدال حق از سوی مولانا برشمرده شده و دو مفهوم «فقر» و «فنا» بررسی شده است. در ادامه، مسئلهٔ رنج و علت وجودی آن مطرح گردیده و نگارنده نگاه مولانا را در خصوص آنچه «شر» خوانده می‌شود، بیان کند. بخش بعدی کتاب به مقولهٔ عشق ماهیت، خاستگاه، و متعلق آن اختصاص یافته و در آن سعی شده با تمیز میان صورت‌های مشابه عشق، دلبستگی، و میل، تصویری واقع از آنچه مولانا «عشق» می‌خواند، نشان داده شود. نیز، مبحثی در خصوص معرفت‌شناسی مولانا مطرح گردیده است. فرایند شناخت، منابع و موانع آن، و تبیین علت وجود اختلاف در آوا و نظرات از مسائل مطرح شده در این مبحث است. افزون بر این، نگارنده پس از این ادعا که مولانا در داوری‌های اخلاقی خود به تفکیک میان فعل و ارزش قایل است، چگونگی یک داوری موجه اخلاقی را از منظر وی بررسی کرده، آن‌گاه با ورود به بحث پلورالیسم اخلاقی، نسبی بودن ارزش در تعلقش به «منش» تحلیل و بررسی می‌کند. در پایان، این نکته مطرح گردیده که «شناخت خدا نه به واسطهٔ عقل، که تنها با عشق ممکن می‌شود. آدمی در عشق به وصل می‌رسد و با وصل به شناخت».

## مشخصات کتاب
این کتاب توسط انتشارات علمی در ۶۱۶ صفحه در قطع وزیری منتشر شده است.